# Ancistrocerus rubrotinctus
Ancistrocerus rubrotinctus är en stekelart som beskrevs av Giordani Soika 1957. Ancistrocerus rubrotinctus ingår i släktet murargetingar, och familjen Eumenidae. Inga underarter finns listade i Catalogue of Life.